# Кудук (Джалал-Абадская область)
Кудук (кирг. Кудук) — село в Ноокенском районе Джалал-Абадской области Кыргызстана. Входит в состав Достукского айылного аймака.

## География
Село расположено в южной части области, к востоку от реки Нарын, на расстоянии приблизительно 34 километров (по прямой) к северо-западу от села Масы, административного центра района. Абсолютная высота — 1064 метра над уровнем моря.

## Население
Согласно оценочным данным Национального статистического комитета Кыргызской Республики, численность населения села на начало 2023 года составляла 221 человек.
| год     | 2009 | 2014 | 2015 | 2020 | 2021 | 2023 |
| ------- | ---- | ---- | ---- | ---- | ---- | ---- |
| человек | 186  | 226  | 226  | 220  | 220  | 221  |